# Condado de Mellette
O Condado de Mellette é um dos 66 condados do Estado americano da Dakota do Sul. A sede do condado é White River, e sua maior cidade é White River. O condado possui uma área de 3 392 km² (dos quais 8 km² estão cobertos por água), uma população de 2 083 habitantes, e uma densidade populacional de 0,6 hab/km² (segundo o censo nacional de 2000).